# أودية تهامة في السعودية
إقليم تهامة عبارة عن سهول ساحلية تمتد من شمال المملكة العربية السعودية عند خليج العقبة حتى خليج عدن في جنوب اليمن، وتقع بين ساحل البحر الأحمر من الغرب وجبال السروات من الشرق. ويبلغ طول سهل تهامة في السعودية حوالي 1100 كيلومتر. ويبلغ أقصى إتساع له 60 كيلومتر في الجنوب، ويضيق كلما اتجه شمالاً.

## أودية تهامة
تتميز تهامة بوجود عدد كبير من الأودية القصيرة التي تتصف بالضيق وارتفاع الجوانب وشدة الانحدار في مجاريها العليا التي تجتاز النطاق الجبلي ثم تتجمع الأودية الجبلية في أودية أكبر يتزايد إتساعها وتنفرج جوانبها ويقل انحدارها في المنطقة السهلية وفي النهاية تتفرع الأودية وتلقي بما تحمله من رواسب طمييه مكونة دالات مروحية متسعة النطاق الصحراوي الساحلي ويختلط فيها الطمي والرمال، وتنتشر فيها مناطق الزراعة واستقرار السكان. ويبلغ عدد الأودية في تهامة السعودية أكثر من خمسين وادياً ولكنها جملة تشكل نطاقاً من الأودية يكمل بعضها البعض.
تبدأ أودية تهامة من الحافات العليا للمنحدرات الغربية لجبال السروات وذلك باستثناء وادي الحمض لوضعه الجيومورفولوجي الخاص، وتبدو الأودية في مجاريها العليا على هيئة ممرات عميقة وضيقة جوانبها أشبه بالحوائط، وتنحدر غرباً في انحدار شديد، ثم يقل الانحدار ويتسع المجرى في أجزائها الدنيا وتلقي بما تحمله من رواسب، وهناك إلى جانب هذا أودية ساحلية صغيرة تبدأ من منابعها من جبال تهامة وهي أقل طولاً وانحداراً وأقل أهمية من الأودية الأولى.
لا يوجد في سهل تهامة الأنهار بمعناها المعروف، وإنما أودية تجري فيها المياه عقب سقوط الأمطار فتحدث سيولاً في أي وقت من أوقات العام، ولاتصل للبحر إلا أثناء الفيضانات الشديدة وذلك على غرار ما يحدث بعد الأمطار الصيفية الغزيرة في الجنوب حيث تصل السيول في شدتها أحياناً إلى درجة لايمكن معها للأهالي أن يتحكموا فيها، فا الأمطار غالباً ماتكون نتيجة للزوابع والماء ينحدر من الأودية عقب سقوطها في شكل فيضانات سريعة فجائية تتوقف مدة حدوثها ودرجة سرعتها وفجائيتها على مساحة حوض التصريف، وقد يبلغ تصريفها بضعة آلاف من الأمتار المكعبة في الثانية الواحدة وهي في الغالب لا تدوم أكثر من بضع ساعات أو بضعة أيام، وكثيراً ما تتسبب في خسائر ونكبات، فهى تحفر الأودية بشدة في مجاريها العليا وتجرف كل ما أمامها وتكتسح السدود والجسور وتخرب الأراضي الزراعية وتدمر القرى كما حدث في فيضانات عام 1950، وقد تظل المياه جارية في بعض الأودية بعد سقوط الأمطار لعدة أشهر فتبدو على شكل نهيرات صغيرة، ولكن لا توجد الأودية المتدفقة بالمياه طوال العام وذلك نتيجة لموسمية المطر وارتفاع معدلات التبخر، وتتوقف مدة جريان الماء وكميته على تعاقب الأمطار وشدتها وإمكانات التخزين الأرضي، ويختلف جريان المياه في الأودية من عشرات قليلة من لترات الماء إلى عدة مئات من اللترات في الثانية الواحدة، وربما تبقى المياه على مدار السنة في أجزاء من الوادي، وتتجمع هذه المياه من تصريف الماء الذي تسرب وخُزِّن في الصخور الأساسية المنحدرة إلى الوادي، وفي الرواسب الطميية في قاع الوادي، ويجري هذا الماء في مبدأ الأمر باطنياً Underground Flow ‘ فاذا ما اعترضت مجرى الوادي عتبة صخرية (اندساس Sill) غير منفذة للمياه شكلت هذه سداً باطنياً أمام المياه عندئذ تفيض هذه المياه على سطح الأرض وتظل فوقه لعدة كيلومترات قبل أن تتسرب إلى باطن الأرض مرة أخرى.
في شمالي تهامة تكون الفيضانات دائماً محدودة، ويتوقف جريان الماء في الأودية بعد مرور السيول بساعات قليلة فقط، وذلك باستثناء بعض الحالات كما هو في المناطق البازلتية ففيها قد يستمر الماء في جريانه لبعض الوقت حيث يغذيه خزان الماء الجوفي في البازلت أو في الرواسب الطمييه للوادي، وبينما يمكن في الشمال للأودية الكبيرة فقط أن تصل بمياهها إلى البحر الأحمر بعد الفيضانات الشديدة، وهذه تحدث بمعدل كل ثلاث إلى خمس سنوات فان الأودية الجنوبية حيث الأمطار أشد تصل مياهها إلى البحر حتى بعد الفيضانات العادية كل عام بل وعدة مرات في العام الواحد إذا لم يؤخذ جزء كبير لاستخدامات الزراعة.

## أهم أودية تهامة في السعودية
نالت دراسة أودية تهامة الجنوبية حتى وادي الليث شمالاً اهتماماً كبيراً لما تحويه من إمكانات مائية ذات أهمية في التنمية الزراعية.
يبلغ عدد هذه الأودية أكثر من ثلاثين وادياً منها عشرون وادياً تزيد مساحة حوض تصريف كل منها على 400 كيلومتر مربع وهي من الجنوب إلى الشمال:
تيه - خلب - جازان - ضمد - صبيا - بيش - بيض - عتود - ريم - عرمرم - نهب - حلي - يبه - قنونا - الأحسبه - دوقة - شاقة اليمانية - شاقة الشامية - عيار - الليث .

## وادي بيش
يعتبر وادي بيش من أهم أودية تهامة. يبلغ طوله نحو 145 كيلومتر ومساحة حوض تصريفه 5164 كيلومتر مربع، وتصل كمية المياه الجارية في الوادي في السنوات العادية أكثر من 100 مليون متر مكعب سنوياً، حيث يجمع أكبر كمية مياه في تهامة كلها من المنطقة الجبلية المطيرة (550 مللم سنوياً) والممتدة من جبال بني مالك جنوباً حتى جبال تمنية شمالاً، ويصله من الروافد في هذه المنطقة عدد لا حصر له، إذ لا يقل عدد الروافد المنحدرة إليه من جبل الريث وحده عن ثمانية عشر رافداً، ومن هضبة بيض ستة روافد، ومن جبال تمنية أربعة عشر رافداً، ويبلغ عرض مجرى وادي بيش بين جبال الريث وهضبة بيض من 90 إلى 180 متراً ثم يبدأ في الاتساع التدريجي حتى يصل إلى أكثر من 900 متر، وتجري المياه في وادي بيش والأودية منه وخاصة وادي عتود بعد الفيضانات المتوسطة من 12 إلى 18 ساعة، بينما لا تجري في الأودية الصغيرة إلا لفترة تتراوح بين ساعة وثلاث ساعات، أما بعد الفيضانات الكبيرة فقد يستمر جريان الماء في الوادي لعدة أيام أكثرها حدوثاً في الصيف مع الأمطار الموسمية، وأيضاً في الربيع والشتاء (36% من مياه الوادي تجري فيه صيفاً). وأنشأت حكومة المملكة العربية السعودية على هذا الوادي مؤخراً واحداً من أضخم السدود في شبه الجزيرة العربية وهو سد وادي بيش.

## وادي حلي[2]
وادي حلي يلي وادي بيش في الأهمية، ويبلغ طوله نحو 145 كيلومتر ومساحة حوض تصريفه 4783 كيلومتراً مربعاً، يقع في محافظة القنفذة بمنطقة مكة المكرمة، وهو أيضاً يصرف مياه منطقة جبلية مطيرة تمتد من السودة والشعبين جنوبا إلى جبال تنومة وبارق شمالا على امتداد 100 كم تقريبا، ويجري فيه أكثر من 100 مليون متر مكعب من المياه في السنوات العادية، وله روافد عديدة أهمها وادي تيه الذي يبدأ من أعالي عقبة شعار ووادي العوص من جبال السودة إلى الجنوب منه ووادي بقرة جنوب بارق، ويتراوح اتساع مجرى وادي حلي من 350 إلى 400 متر، وتجري المياه في هذا الوادي والأودية القريبة منه وبخاصة وادي يبة ووادي قنونا في خلال الربيع والشتاء وفي وقت سقوط الأمطار الموسمية، ولكن جريان الماء في وادي حلي أكثر تقطعاً وأضعف منه في وادي بيش.

## وادي الليث
يقع وادي الليث في منطقة تقل أمطارها عن مثيلتها في الأودية الواقعة إلى الجنوب منه وإن كان يصرف أيضاً مياه منطقة كبيرة بالمقارنة مع الأودية الأخرى، وتبلغ مساحة حوض التصريف لهذا الوادي 3013 كيلومتراً مربعاً، وله روافد عديدة أهمها وادي عيار و وادي ادام و وادي سعيا و وادي مركوب. وتتراوح كمية المياه الجارية في الوادي سنوياً ما بين 50 إلى 100 مليون متر مكعب، وقد تجري المياه في هذا الوادي والأودية الأخرى القريبة منه وبخاصة أودية دوقة وشاقة اليمانية وشاقة الشامية في أي وقت من السنة لكن الشتاء هو الموسم الرئيس لجريان الماء في هذه الأودية (43% من مياه وادي الليث تجري فيه شتاءً)، وتكون السيول في وادي الليث والأودية القريبة منه أقل في عددها وأقصر في مدتها من تلك التي تحدث في الأودية الجنوبية.

## وادي جازان
تقع مجاري وادي جازان العليا ومجاري الأودية الأخرى القريبة منه مثل أودية لية وخلب وضمد وغيرها في مناطق وفيرة الأمطار (نحو 600 مللم سنوياً)، لهذ فقد عوضت كثرة الأمطار صغر مساحة الحوض بوادي جازان مما انعكس أثره على كمية المياه الجارية في الوادي. وتبلغ مساحة حوض تصريف هذا الوادي 1600 كيلومتر مربع أي أقل من ثلث مساحة حوض وادي بيش ونحو نصف مساحة حوض وادي الليث، ولوادي جازان مجموعة كبيرة من الروافد تتجمع ليتكون منها الوادي في النهاية، ووادي شوامي أحد روافده الهامة التي تأتي من المنحدرات الجبلية المرتفعة بالقرب من صعدة ويلتقي برافد آخر هو وادي عفا، ومن روافده الهامة الأخرى وادي عجيبة الذي يصل إلى وادي جازان من جانبه الأيمن ثم تصله مجموعة أخرى من الروافد الصغيرة قبل وصوله إلى سهل تهامة تحت اسم وادي جازان، ويتراوح عدد السيول في الوادي بين 15 إلى 35 سيلاً في السنة بحجم يختلف من 0,5 إلى 10 ملايين متر مكعب لكل سيل، ويبلغ متوسط التصريف السطحي نحو 80 مليون متر مكعب سنوياً، وكثيراً ما يتعرض وادي جازان شأنه في ذلك شأن الأودية الجنوبية الأخرى للسيول الشديدة المدمرة، ومن أكبر السيول التي حدثت في الوادي تلك السيول التي تعرض لها سنة 1954 وبلغت كمية المياه الجارية في الوادي في تلك السنة نحو 185 مليون متر مكعب.
يعتبر وادي جازان من أول أودية تهامة التي أقيم فيها مشروعات مائية، فقد أقامت الحكومة السعودية عليه سد وادي جازان بهدف تخزين مياه السيول وتطوير نظم الري الحالية في الوادي.

## وادي ضمد
يبلغ طول هذا الوادي 67 كيلومتر ومساحة حوضه 1084 كيلومتر مربع، ولا يأتي هذا الوادي من أعلى السراة بل يستمد مياهه من الجوانب القريبة لجبال بني مالك وبعض الجبال الأخرى في منطقة الحدود السعودية اليمنية، ويمر الجزء الأعلى من الوادي في ممرات ضيقة قليلة الارتفاع، وأهم روافده وادي سموعة الجنوبي الذي يأتي من داخل اليمن ووادي سموعة الشمالي ووادي خرامة وهما في الجانب السعودي، ويبلغ معدل التصريف السطحي في الوادي نحو 50 مليون متر مكعب سنوياً، ويجري 41% من مياه هذا الوادي خلال الصيف.

## أودية تهامة في شمال الليث
تختلف أودية تهامة في شمال الليث عن الأودية الجنوبية حيث تتناقص فيها الأمطار حتى يصل متوسطها السنوي في أقصى الشمال إلى نحو 20 مللم سنوياً فقط، وقد انعكس هذا على الأحوال المائية في الأودية الشمالية فنقصت أعداد السيول التي تتعرض لها وتباعدت أوقاتها حتى أنها لا تحدث الا مرة أو مرتين كل عام في الأودية الواقعة إلى الشمال من وادي الصفراء (إلى الشمال من رابغ) بل أنها قد لاتحدث سنوياً في أقصى الشمال، وانخفضت بالتالي كمية المياه السطحية الجارية في أودية القسم الشمالي من تهامة إلى نحو 170 مليون متر مكعب من المياه سنوياً وذلك مقابل 1440 مليون متر مكعب في قسمها الجنوبي. وأهم هذه الأودية من الجنوب إلى الشمال : وادي بشام إلى الشمال من الليث، ووادي سديبة ثم وادي فاطمة ويصب في البحر الأحمر إلى الجنوب من مدينة جدة، ووادي رابغ ووادي الصفراء ووادي الحمض ويصب في البحر الأحمر إلى الجنوب من مدينة الوجه، ثم أودية داما وأظلم والمياه بين الوجه وضباء وأودية عفال وصدر والسر بين المويلح وحقل، ويعتبر وادي الحمض مختلفاً عن جميع أودية تهامة الأخرى حيث أنه الوادي الوحيد الذي لا يبدأ من الحافة الغربية لهضبة شبه الجزيرة العربية وإنما يبدأ من منطقة المدينة المنورة ويسير شمالاً بميل إلى الغرب حتى شمال غرب خيبر ثم يغير اتجاهه إلى الغرب ويخترق الجبال إلى السهل الساحلي حتى يصب في البحر الأحمر.